# Sten Kremers
Sten Kremers (Países Bajos, 16 de febrero de 2004) es un futbolista neerlandés que juega como portero en el De Graafschap de la Eerste Divisie.

## Trayectoria
Debutó como profesional en la Eerste Divisie con el Jong Ajax contra el S. C. Telstar el 8 de agosto de 2022.

## Estadísticas

### Clubes
Actualizado al último partido disputado el 10 de mayo de 2024.
| Jong Ajax · Países Bajos              | 2.ª           | 2022-23       | 4 | 7  | — | — | — | — | 4 | 7  |
| Jong Ajax · Países Bajos              | 2.ª           | 2023-24       | 1 | 4  | — | — | — | — | 1 | 4  |
| Jong Ajax · Países Bajos              | Total club    | Total club    | 5 | 11 | 0 | 0 | 0 | 0 | 5 | 11 |
| De Graafschap · Países Bajos          | 2.ª           | 2024-25       | 0 | 0  | — | — | — | — | 0 | 0  |
| De Graafschap · Países Bajos          | Total club    | Total club    | 0 | 0  | 0 | 0 | 0 | 0 | 0 | 0  |
| Total carrera                         | Total carrera | Total carrera | 5 | 11 | 0 | 0 | 0 | 0 | 5 | 11 |
| (1) Hace referencia a goles encajados |               |               |   |    |   |   |   |   |   |    |